# エントリザ菌綱
エントリザ菌綱 (Entorrhizomycetes)は、担子菌門の綱の一つ。それぞれ1つの目、科からなる。冬胞子の菌で、イグサ科イグサ属とカヤツリグサ科スゲ属植物の根に寄生しコブを作る。